# Стабии
Стабии (Stabiae) e било римско селище на Неаполитанския залив на 4,5 км югозападно от Помпей. Градът е разрушен при избухването на вулкана Везувий на 24 август 79 г., както Херкуланеум и Помпей.
Някои жители бягат и предупреждават другите за ставащото, но умират също, припадат по-късно от голямата горещина и са затрупани от падащата пепел. Сред тях е римският военен и учен Плиний Стари, който умира в Стабии, след като се опитва да помогне на жителите на Херкулан. Умира в съня си от вдишването на пепелта по време на пътуването му по залива на Неапол. Неговият племенник Плиний Млади оставя подробно описание за избухването на Везувий.
Градът днес се казва Кастеламаре ди Стабия (Castellammare di Stabia).

## Фотогалерия
- Villa San Marco, Stabiae
- Villa Arianna
- Primavera di Stabiae